# Пустошка (Жарковский район)
 Пустошка  — поселок в Жарковском муниципальном округе Тверской области.

## География
Находится в юго-западной части Тверской области на расстоянии приблизительно 9 км по прямой на северо-запад по прямой от районного центра поселка Жарковский.

## История
Уже был показан на карте 1927 года. До 2022 года входил в состав ныне упразднённого Жарковского сельского поселения.

## Население
Численность населения: 26 человек (русские 100 %) в 2002 году, 6 в 2010.